# Tertatolol
Tertatololul este un medicament din clasa beta-blocantelor neselective, fiind utilizat în tratamentul hipertensiunii arteriale. Acționează și ca antagonist al receptorilor serotoninergici 5-HT1A și 5-HT1B. A fost dezvoltat de compania Servier și este comercializat în unele state din Europa.